# مارکو ایلیچ
مارکو ایلیچ (سیریلیک صربی: Марко Илић؛ زادهٔ ۳ فوریهٔ ۱۹۹۸) بازیکن فوتبال اهل صربستان است.
از باشگاه‌هایی که در آن بازی کرده‌است می‌توان به باشگاه فوتبال وویوودینا اشاره کرد.
وی همچنین در تیم‌های ملی فوتبال زیر ۲۱ سال صربستان و صربستان بازی کرده‌است.